# آی‌ان‌اس خنجر (پی۴۷)
آی‌ان‌اس خنجر (پی۴۷) (به انگلیسی: INS Khanjar (P47)) یک کشتی است که طول آن 91.1 metres می‌باشد. این کشتی در سال ۱۹۸۸ ساخته شد.